# Prunus mexicana
Prunus mexicana là loài thực vật có hoa trong họ Hoa hồng. Loài này được S. Watson miêu tả khoa học đầu tiên năm 1882.